# Otero Vaciadores
Otero Vaciadores es una entidad de población española del municipio de Aldeatejada, perteneciente a la provincia de Salamanca, en la comunidad autónoma de Castilla y León.

## Toponimia
El lugar puede aparecer referido como «Otero Vaciadores» y «Otero de Vaciadores».

## Historia
Hacia mediados del siglo XIX, el lugar, una alquería por entonces perteneciente a Barbadillo, tenía contabilizada una población de cinco habitantes. Aparece descrito en el duodécimo volumen del Diccionario geográfico-estadístico-histórico de España y sus posesiones de Ultramar de Pascual Madoz con las siguientes palabras:

OTERO DE VACIADORES: alq. en la prov. y part. jud. de Salamanca, tér. municipal de Barbadillo. pobl.: 1 vec., 5 almas.
(Madoz, 1849, p. 411)

En la actualidad, pertenece al municipio de Aldeatejada. En 2023, la entidad singular de población tenía empadronado un único habitante.